# Na Sang
Na Sang là một xã thuộc huyện Mường Chà, tỉnh Điện Biên, Việt Nam.

## Địa lý
Xã Na Sang có vị trí địa lý:
- Phía đông giáp huyện Tuần Giáo
- Phía tây giáp Lào
- Phía nam giáp xã Mường Mươn
- Phía bắc giáp thị trấn Mường Chà và các xã Ma Thì Hồ, Hừa Ngài, Huổi Mí.

Xã Na Sáng có diện tích 117,92 km², dân số năm 2022 là 5.384 người, mật độ dân số đạt 45 người/km².

## Hành chính
Xã Na Sang được chia thành 10 bản: Co Đứa, Hin I, Hin II, Huổi Hạ, Huổi Loóng, Huổi Xuân, Huổi Xưa, Na Pheo, Na Sang, Nậm Bó.

## Lịch sử
Ngày 14 tháng 11 năm 2006, Chính phủ ban hành Nghị định số 135/2006/NĐ-CP về việc thành lập xã Na Sang trên cơ sở điều chỉnh 10.630 ha diện tích tự nhiên và 3.190 nhân khẩu của xã Mường Mươn; 726 ha diện tích tự nhiên và 411 nhân khẩu của xã Si Pa Phìn.
Xã Na Sang có 11.356,00 ha diện tích tự nhiên và 3.601 nhân khẩu.